# Beta Isenberg
Beta Isenberg, geb. Wobetha „Beta“ Margarethe Glade (* 12. Mai 1846 in Bremen; † 10. März 1933 ebenda) war eine deutsche Mäzenin im Sozial-, Kirch- und Kunstbereich.

## Biografie
Wobetha Glade war die Tochter des Kaufmanns Heinrich Glade (1810–1896) und Johanne Glade, geb. Winter (1814–1894). Sie heiratete 1869 den verwitweten Hamburger Reeder, Zuckerplantagenbesitzer Paul Isenberg (1837–1903), der zwei Kinder in die Ehe einbrachte. Er wirkte u. a. auf der Plantage Lihue auf der Insel Kauaʻi in Hawaii. Nach der Eheschließung zogen beide nach Hawaii und sie bekam von 1870 bis 1883 sechs Kinder. Johannes (John) Carl Isenberg, Heinrich Alexander, Julie Maria Pauline, Clara Margarete, Richard Menno Isenberg und Paula Bertha Johanna. 1878 zog sich Paul Isenberg aus der Plantagenverwaltung zurück, behielt aber seine Besitzanteile aus der Zuckerplantage, die zu den größten Hawaiis gehörte. 1878 kehrten beide nach Deutschland zurück und zogen 1879 nach Bremen-Mitte, Contrescarpe 19, in das heutige Haus des Instituts Française.
Paul Isenberg wurde 1881 Teilhaber der Zuckerfabrik Hinrich Hackfeld in Hawaii. Hackfeld starb 1887 und die Geschäftsleitung der Firma H. Hackfeld, eine der größten auf Hawaii, kam an Isenberg. Beide Isenbergs waren stark mit der evangelischen Kirche verbunden und sie engagierten sich aktiv für soziale Zwecke. 1895 erwarben die Isenbergs Gut Kamp (früher Gut Travenort) im Kreis Segeberg und sie bauten den Gutshof bis 1897 aus.
Als Paul Isenberg 1903 starb, setzte Beta Isenberg die soziale Arbeit fort und gründete die Paul-Isenberg-Stiftung mit einem Kapital von 100.000 Reichsmark zu Gunsten des Ellener Hofs in Bremen-Osterholz. Mit großen Spenden ermöglichte sie die Errichtung von Kirchen sowie von kirchlichen, weltlichen und sozialen Einrichtungen. Sie war bei der Inneren Mission tätig und gehörte der Frauengruppe an.
1908 wurde sie Vorsitzende im Verein für eine Zufluchtstätte für Frauen und Mädchen und sie setzte sich besonders für „gefallene oder gefährdete“ jungen Mädchen ein. Heime in der Hemmstraße 157 in Findorff und in der Hansastraße 122/24 entstanden. Unverheiratete Schwangere, Frauen aus Gefängnissen oder wohnungslose Frauen nach einem Krankenhausaufenthalt fanden dort Unterkunft. In einem Bericht stand, „dass großer Bedarf bestand“ und „auffallend groß war ... die Zahl der Kinder, welche zwangsweise von ihren Eltern fortgenommen worden waren“. 1914/15 ermöglichte sie den Bau eines Heimes für Mädchen nach Plänen von Abbehusen und Blendermann an der Kornstraße 209/211 für 50 Mädchen und Frauen, das Isenberg-Heim.
Finanzierte wurde der Bau der Zionskirche in der Kornstraße in der Bremer Neustadt, der Anbau des Schwesternhauses der Diakonissenanstalt in Bremen und der Bau des Landhauses Horn in Horn. Sie unterstützte Künstler und Studenten bei ihrem Studium. Das Isenbergsche Vermögen auf Hawaii ging zunächst 1917/18 im Ersten Weltkrieg verloren und verringerte sich in Bremen erheblich während der Inflation 1923/24.
Die Tochter Clara Isenberg (* 1878) heiratete 1907 in zweiter Ehe Hermann Sielcken, einen deutsch-amerikanischer Geschäftsmann, der als Kaffeeimporteur ein Vermögen machte.
Beerdigt wurde sie 1933 auf dem Riensberger Friedhof, Grablage AA 68–68c.

## Ehrungen
- Die Beta-Isenberg-Straße in Bremen, Stadtteil Obervieland, Ortsteil Kattenesch, wurde 2001 nach ihr benannt.